# LCD Soundsystem
Hovedmanden i LCD Soundsystem er James Murphy (en), en amerikansk musiker og producer der er opvokset i Princeton Junction, New Jersey.

## Historie
1990erne brugte han på at spille i hardcore-punkbands med navne som Pony og Speedking, men efter at være blevet desilusioneret over punkscenens konkurrencementalitet besluttede han at stoppe som udøvende musiker og i stedet hellige sig arbejdet som lydmand.
I 1999 arbejdede han for David Holmes på albummet Bow Down To The Exit Sign og mødte her den britiske Tim Goldsworthy. De slog sig sammen under producernavnet DFA (Death From Above) og startede også eget pladeselskab.
DFA er nu og da blevet kaldt for punk-funkens svar på The Neptunes, dels pga. den aura af coolness, der er om deres navn, dels fordi de selv laver musik. De har bl.a. produceret for New Yorker-gruppen The Rapture og remixet for folk som N.E.R.D, Fischerspooner og vore egne Junior Senior.
LCD Soundsystem pladedebuterede med singlen Losing My Edge i 2002 og blev hurtigt et fænomen på undergrundsscenen, hvor blandingen af punk-attitude og dansevenlige beats gjorde dem populære både på klubber og blandt et mere rockorienteret publikum.
Den største mainstremsucces har været singlen Daft Punk Is Playing At My House, som er inspireret af Murphys punkrock-fortid, hvor han nogen gange spillede til private fester med sit band.
Det fik ham til at fantasere om, hvordan det ville være, hvis en amerikansk teenager hyrede Daft Punk til at spille til sin private fest. Bandet ville blive fløjet ind fra Frankrig på første klasse men ende med at spille i kælderen ved siden af vaskemaskinen med et lokalt hardcoreband som opvarmning og et PA-anlæg, som var flikket sammen af stereoanlæg lånt fra de lokale teenagere. Ifølge Murphy ville det være den ultimative koncert.
Når LCD Soundsystem spiller live er det som en kvintet bestående af James Murphy, Phil Mossman, Nancy Whang, Tyler Pope og Pat Mahoney.
I marts 2007 udkom LCD Soundsystems andet studiealbum, Sound of Silver.

## Diskografi

### Studiealbums
- LCD Soundsystem (DFA Records, 2005)
- Sound Of Silver (DFA Records, 2007)
- This Is Happening (DFA Records, 2010)
- American Dream (DFA Records, 2017)